# Baik Bong
Baik Bong – północnokoreański pisarz, znany jedynie z autorstwa oficjalnej biografii Kim Ir Sena.
W latach 60. i 70. XX wieku Pjongjang rozpoczął olbrzymią kampanię propagandową, której celem było rozsławienie rzekomych wspaniałych dokonań Kim Ir Sena oraz jego walki o niepodległość Korei w czasie wojny koreańskiej. Liczne artykuły, które tłumaczyły stworzoną przez Kim Ir Sena ideologię Dżucze, tłumaczone były na różne języki i popularyzowane zwłaszcza w krajach trzeciego świata. Słynna biografia autorstwa Baik Bonga została opublikowana w trzech tomach:
1. Tom I: „Od urodzenia do triumfalnego powrotu do Ojczyzny” (ang. From Birth to Triumphant Return to Homeland)
2. Tom II: „Od zbudowania Demokratycznej Korei po walkę o Chollimę” (ang. From Building Democratic Korea to Chollima Flight)
3. Tom III: „Od Niepodległej Gospodarki Narodowej do Dziesięciopunktowego Programu Politycznego” (ang. From Independent National Economy to 10-Point Political Programme)[1]

Istnienie Baika Bonga było od samego początku kwestionowane. Pisarz prawdopodobnie nie istnieje, a trzytomowa biografia Kima jest wspólnym dziełem północnokoreańskich propagandzistów.